# Poisson-pingouin
Thayeria boehlkei
Espèce
Le poisson-pingouin ou tétra-pingouin (Thayeria boehlkei) est une espèce de poissons d'eau douce de la famille des Characidés originaire d'Amérique du Sud, plus particulièrement des affluents de la rivière Araguaia qui traverse plusieurs états du Brésil. On le trouve jusqu'au Pérou. Par sa petite taille, sa facilité de maintenance et son nom vernaculaire accrocheur, c'est un poisson populaire en aquariophilie. Il a la particularité de nager en position oblique, sa tête orientée vers le haut (30 % de l'axe longitudinal).